# Edward Rutherfurd
Edward Rutherfurd, vlastním jménem Francis Edward Wintle (*1948, Salisbury) je anglický spisovatel, autor série románových ság, popisujících historii osidlování. Zajímavě přitom kombinuje smyšlené postavy, dokonce celé rody, a skutečné historické osobnosti a události. Tento způsob psaní byl propagován především Jamesem Michenerem.
Vystudoval Univerzitu v Cambridgi a Obchodní školu ve Stanfordu. Nejdříve pracoval v nakladatelství. Na počátku 90. let se přestěhoval poblíž Dublinu v Irsku.

## Styl psaní
Rutherfurd stvoří 4 až 6 fiktivních rodin a skrz ně a jejich potomky vypráví příběh. Knihy mají obvykle 500 až 1000 stránek a jsou rozděleny na několik částí. Ty pak popisují nějaké důležité období dějin. Pro snadnější orientaci je ke knize přidán rodinný strom a několik mapek místa, o které v knize jde.

## Dílo
- Seznam děl v Souborném katalogu ČR, jejichž autorem nebo tématem je Edward Rutherfurd
- Sarum (1987), v češtině vyšlo jako Sarum – román o Anglii
- Russka (1991), v češtině vyšlo jako Russka – román o Rusku
- London (1997), v češtině vyšlo jako Londýn – Příběh nejslavnějšího města na zemi
- Forest (2000), v češtině vyšlo jako Hvozd
- Dublin: Foundation (2004), v češtině vyšlo jako Dublin: Počátky
- Irelend: Awakeing (2006), v češtině vyšlo jako Irsko – Probuzení – román o dějinách Irska
- New York (2010) – vydalo vydavatelství BBart